# Tove Enblom
Tove Evelina Enblom (* 20. November 1994 in Årsta) ist eine schwedische Fußballtorhüterin.

## Karriere

### Vereine
Sie spielte in ihrer Jugend beim Årsta AIK und startete ihre Karriere im Erwachsenenbereich bei Djurgårdens IF, wo sie von 2012 bis 2013 aktiv war. Anschließend folgten vier Jahre beim Umeå IK, bevor sie zur Saison 2018 sich dem IFK Kalmar anschloss. Nach deren Abstieg kehrte sie für die Spielzeiten 2019 und 2020 dann aber wieder zu Umeå zurück, wo sie auch wieder den Aufstieg in die erste Liga schaffte. Von der 2021 bis 2023 stand sie bei KIF Örebro unter Vertrag. Im Januar 2024 wechselte sie nach Norwegen zu Vålerenga Oslo.

### Nationalmannschaft
Im Dezember 2022 wurde sie für ein Trainingslager der A-Nationalmannschaft im kommenden Januar 2023 nominiert.
Bei der Kader-Vorstellung für die WM 2023 am 13. Juni war sie als Reserve-Torhüterin dabei, kam jedoch als einzige Spielerin des Kaders nicht zum Einsatz und wurde nach einem 2:0-Sieg ihrer Mannschaft gegen die Australierinnen Dritte.
Am 11. Juni 2025 wurde sie für die EM-Endrunde nominiert. Am 26. Juni hatte sie beim Testländerspiel gegen Norwegen ihren ersten Einsatz in der Nationalmannschaft. Bei der Endrunde kam sie aber nicht zum Einsatz.